# Сноуборд на зимних Олимпийских играх 2006
Соревнования по сноуборду на зимних Олимпийских играх 2006 года прошли с 12 по 23 февраля. Было разыграно 6 комплектов наград: в хафпайпе, сноуборд-кроссе и параллельном гигантском слаломе среди мужчин и женщин. Медали в сноуборд-кроссе на Олимпийских играх были разыграны впервые.
Все соревнования были проведены в местечке Бардонеккья (итал. Bardonecchia), в 90 км западнее Турина, в нескольких километрах от итало-французской границы. В соревнованиях приняли участие 187 сноубордистов из 24 стран.
26-летний швейцарец Филипп Шох на второй Олимпиаде подряд выиграл соревнования в параллельном гигантском слаломе и стал первым в истории двукратным олимпийским чемпионом по сноуборду. В финале Филипп опередил своего старшего брата Симона.
Американец Дэнни Касс на второй Олимпиаде подряд выиграл серебро в хафпайпе.
Все 6 разыгранных золотых наград поровну поделили между собой представители США и Швейцарии. Кроме этих 2 стран никто не сумел выиграть более 1 награды. Словаки и финны выиграли свои первые в истории олимпийские награды в сноуборде. Серебро Радослава Жидека в сноуборд-кроссе стало для Словакии первой наградой в истории зимних Олимпийских игр.

## Медалисты

### Мужчины
| Дисциплина                                | Золото               | Серебро                 | Бронза                     |
| Хафпайп 12 февраля                        | Шон Уайт США         | Дэнни Касс США          | Маркку Коски Финляндия     |
| Сноуборд-кросс 16 февраля                 | Сет Уэскотт США      | Радослав Жидек Словакия | Поль-Анри де Ле Рю Франция |
| Параллельный гигантский слалом 22 февраля | Филипп Шох Швейцария | Симон Шох Швейцария     | Зигфрид Грабнер Австрия    |

### Женщины
| Дисциплина                                | Золото                  | Серебро                | Бронза                |
| Хафпайп 13 февраля                        | Ханна Тетер США         | Гретхен Блейлер США    | Хьерсти Буос Норвегия |
| Сноуборд-кросс 17 февраля                 | Таня Фриден Швейцария   | Линдси Джекобеллис США | Доминик Мальте Канада |
| Параллельный гигантский слалом 23 февраля | Даниела Мойли Швейцария | Амели Кобер Германия   | Рози Флетчер США      |

## Общий зачёт
| Место | Страна    | Золото | Серебро | Бронза | Всего |
| ----- | --------- | ------ | ------- | ------ | ----- |
| 1     | США       | 3      | 3       | 1      | 7     |
| 2     | Швейцария | 3      | 1       | 0      | 4     |
| 3     | Германия  | 0      | 1       | 0      | 1     |
| 3     | Словакия  | 0      | 1       | 0      | 1     |
| 5     | Франция   | 0      | 0       | 1      | 1     |
| 5     | Австрия   | 0      | 0       | 1      | 1     |
| 5     | Канада    | 0      | 0       | 1      | 1     |
| 5     | Финляндия | 0      | 0       | 1      | 1     |
| 5     | Норвегия  | 0      | 0       | 1      | 1     |